# يربوع ليختنشتاين
يربوع ليختنشتاين (الاسم العلمي: Eremodipus lichtensteini) نوع من القوارض من فصيلة اليربوعيات، متوطن في كازاخستان، تركمانستان وأوزبكستان.